# Aubrey J. Kempner
Aubrey J. Kempner (* 22. September 1880 in Greater London, (England); † 18. November 1973 in Boulder (Colorado)) war ein englischer, in den Vereinigten Staaten tätiger Mathematiker.
Aubrey Kempner wurde 1911 mit der Dissertation Über das Waringsche Problem und einige Verallgemeinerungen bei Edmund Landau an der Universität Göttingen promoviert.
Anschließend ging er in die USA, zunächst an die University of Illinois und ab 1925 an die University of Colorado at Boulder, wo er bis 1949 blieb und von 1944 bis 1949 der mathematischen Fakultät vorstand. Ab 1950  unterrichtete er auch an der Colorado School of Medicine und am National Institute of Standards and Technology in Boulder.
Kempners Hauptarbeitsgebiete waren Zahlentheorie und Algebra mit Schwerpunkt Polynomgleichungen. Ihm zu Ehren wurde an der mathematischen Fakultät der University of Colorado at Boulder das Kempner-Kolloquium eingerichtet. Die Kempner-Reihen, deren Konvergenz er bewies, sind mit seinem Namen verbunden. Von 1937 bis 1938 war er Präsident der Mathematical Association of America.